# ProFont
ProFont is een niet-proportioneel lettertype dat in vele formaten beschikbaar is.
Het is bedoeld om gebruikt te worden voor Integrated development environments (IDE) en is beschikbaar als Bitmap Font en TrueType voor verschillende computerplatforms.